# Opius tubibasis
Opius tubibasis är en stekelart som beskrevs av Fischer 1978. Opius tubibasis ingår i släktet Opius och familjen bracksteklar. Inga underarter finns listade i Catalogue of Life.